# Catoptria tristis
Catoptria tristis là một loài bướm đêm trong họ Crambidae.